# Podarech
Podarech (en macédonien Подареш) est un village du sud-est de la Macédoine du Nord, situé dans la municipalité de Radovich. Le village comptait 1527 habitants en 2002.

## Démographie
Lors du recensement de 2002, le village comptait :
- Macédoniens : 1 515
- Turcs : 11
- Serbes : 1